# Alya Sometimes Hides Her Feelings in Russian
Alya Sometimes Hides Her Feelings in Russian (時々ボソッとロシア語でデレる隣のアーリャさん?, Tokidoki bosotto roshiago de dereru tonari no Ārya-san, lett. "Alya, la ragazza del banco accanto, che a volte mormora in russo tra sè e sè") è una serie di light novel scritta da SunSunSun e illustrata da Momoco dal 6 al 27 maggio 2020 e pubblicata sul sito di romanzi web Shōsetsuka ni narō. È stata poi acquisita da Kadokawa Shoten, che sotto l'etichetta Kadokawa Sneaker Bunko lo ha pubblicato da febbraio 2021 ed è tuttora in corso.
Un adattamento manga shōnen, disegnato da Saho Tenamachi, è serializzato sull'app Magazine Pocket di Kōdansha da ottobre 2022.
A marzo 2023 Kōdansha ha annunciato che l'opera avrebbe ricevuto un adattamento anime, il quale è stato trasmesso dal 3 luglio al 18 settembre 2024. Una seconda stagione è prevista per il 2026.

## Trama
Alisa Mikhailovna Kujo è una liceale della scuola privata Seirei Gakuen dai capelli argentati e talmente bella che chiunque potrebbe voltarsi quando cammina. Per metà russa e metà giapponese, è temuta da tutti per il carattere freddo, tanto da essere soprannominata la "principessa di ghiaccio". Accanto a lei in classe siede Masachika Kuze, uno studente demotivato e che spesso dorme durante le lezioni.
Alisa è attratta da Kuze poiché è l'unico a trattarla normalmente e con sincera gentilezza, ma di fronte a lui si mostra sempre severa e inflessibile. Spesso gli rivolge complimenti e frasi dolci in lingua russa, certa di non esser compresa. Tuttavia Kuze, a cui è concesso di chiamarla Alya, conosce molto bene il russo, grazie alla passione del nonno per dei vecchi film di guerra, e al fatto che da bambino aveva come amica una ragazza russa, ma si diverte a fingere di non sapere cosa la ragazza stia dicendo e a stuzzicarla.

## Personaggi
Masachika Kuze (久世 政近?, Kuze Masachika)
Doppiato da: Kōhei Amasaki

I protagonisti nella serie anime. Da sinistra verso destra: Touya, Chisaki, Maria, Alya, Masachika, Yuki, Ayano, Takeshi, Hikaru, Sayaka e Nonoa

È il protagonista dell'opera, uno studente del primo anno indolente ma di buon animo. Otaku incallito, gioca o guarda anime fino a tarda notte e quindi passa gran parte delle lezioni dormendo. A scuola occupa il posto invidiato da molti ragazzi, quello accanto ad Alisa. Fin dalle elementari è stato costretto dal nonno paterno a guardare vecchi film russi, imparando così la lingua. Sempre alle elementari, incontrò in un parco una bambina russa, suo primo amore, e ha studiato il russo per parlare di più con lei se l'avesse rincontrata.
È il fratello maggiore di Yuki, ma a seguito del divorzio dei loro genitori vivono separati e portano cognomi diversi. Alle medie era vicepresidente del consiglio studentesco e alle superiori torna nuovamente nel consiglio come funzionario per gli affari generali.
Masachika, a dispetto delle apparenze, è un ragazzo estremamente dotato dal punto di vista intellettivo, tale da poter essere ritenuto un genio, ma odiava la pressione che la famiglia gli imponeva prima del divorzio dei suoi genitori e preferisce quindi svagarsi e non mettersi in luce accademicamente.
Alisa Mikhailovna Kujou (アリサ・ミハイロヴナ・九条?, Arisa Mihairovuna Kujō, in russo Алиса Михайловна Куджо?)
Doppiata da: Sumire Uesaka
Co-protagonista femminile, è una studentessa del primo anno molto talentuosa e popolare. Considerata una delle ragazze più belle della scuola è soprannominata "principessa solitaria" o "principessa di ghiaccio". Figlia di padre russo e madre giapponese, ha vissuto soprattutto in Russia fino alle medie, quando ha superato l'esame di ammissione all'istituto giapponese Seimine Gakuen con il massimo dei voti e si è trasferita. Odia perdere e mira sempre a essere la migliore in tutto quello che fa. Ha una cotta per Masachika e quando non vuole essere compresa da lui, o se deve fare commenti, ha il vizio di parlare in russo.
Il suo soprannome è Alya (アーリャ?, Arya, in russo Аля?). È la sorella minore di Maria. Lavora come contabile nel consiglio studentesco.
Yuki Suo (周防 有希?, Suō Yuki)
Doppiata da: Wakana Maruoka
Studentessa del primo anno che ricopre il ruolo di responsabile delle relazioni pubbliche del consiglio studentesco. Considerata una delle "principesse" della scuola per la sua bellezza, ha un carattere genuino e molto solare. È la figlia maggiore della famiglia Suo, antica e nobile famiglia a cui appartengono generazioni di diplomatici, ed è in realtà la sorella minore di Masachika. Il loro rapporto molto intimo fa ingelosire Alya.
Maria Mikhailovna Kujou (マリヤ・ミハイロヴナ・九条?, Mariya Mihairovuna Kujō, in russo Мария Михайловна Куджо?)
Doppiata da: Yukiyo Fujii
Frequenta il secondo anno ed è segretaria nel consiglio studentesco. È la sorella maggiore di Alisa ed è affettuosamente soprannominata Masha (マーシャ?, Māsha, in russo Маша?). È molto popolare tra i ragazzi, ma ha sempre respinto ogni richiesta di uscire dicendo di essere già impegnata. Maria non è altri che il primo amore di Masachika, ma avendo quest’ultimo cambiato cognome non lo aveva riconosciuto subito. Dopo averlo capito è combattuta se rivelarsi o meno, in quanto anche sua sorella è innamorata di lui.
Ayano Kimishima (君嶋 綾乃?, Kimishima Ayano)
Doppiata da: Saya Aizawa
È una seguace di Yuki, che solitamente è silenziosa e inespressiva. Si occupa degli affari generali del consiglio studentesco. In passato era una seguace di Masachika.
Sayaka Taniyama (谷山 沙也加?, Taniyama Sayaka)
Doppiata da: Ikumi Hasegawa
Ha gareggiato con Yuki per la posizione di presidente del consiglio studentesco della scuola media e attualmente è membro del comitato per la morale pubblica.
Chisaki Sarashina (更科 茅咲?, Sarashina Chisaki)
Doppiata da: Maki Kawase
La vicepresidente del consiglio studentesco e una studentessa del secondo anno del liceo. È temuta da alcuni studenti maschi ed è estremamente popolare tra le studentesse. Attualmente esce con il presidente del consiglio studentesco, Touya Kenzaki. Il suo hobby è il kendo.
Nonoa Miyamae (宮前 乃々亜?, Miyamae Nonoa)
Doppiata da: Yoshino Aoyama
È una studentessa del primo anno delle superiori e la migliore amica di Sayaka. Ha i capelli biondi con permanente sciolta.
Touya Kenzaki (剣崎 統也?, Kenzaki Tōya)
Doppiato da: Kaito Ishikawa
È il carismatico presidente del consiglio studentesco della sezione del liceo. Frequente il secondo anno ed è il fidanzato di Chisaki.
Takeshi Maruyama (丸山 毅?, Maruyama Takeshi)
Doppiato da: Kōdai Sakai
Hikaru Kiyomiya (清宮 光瑠?, Kiyomiya Hikaru)
Doppiato da: Taichi Ichikawa

## Media

### Web novel
Inizialmente SunSunSun ha pubblicato due racconti sul sito di romanzi web Shōsetsuka ni narō, il 6 e il 27 maggio 2020.
Le vicende e i personaggi della versione web divergono sotto molti aspetti dalla light novel.

### Light novel
La serie di light novel è scritta da SunSunSun e illustrata da Momoco. Nel giugno 2020 SunSunSun ha ricevuto un invito da Kadokawa Sneaker Bunko per valutare la pubblicazione dell'opera. Il 22 dicembre 2020 è stato annunciato che le due storie brevi pubblicate su Shōsetsuka ni narō sarebbero state pubblicate da Kadokawa Shoten dopo essere state adattate come serie. Il primo volume è stato pubblicato il 27 febbraio 2021.

#### Volumi
| Nº  | Data di prima pubblicazione | Data di prima pubblicazione | Data di prima pubblicazione |
| Nº  | Giapponese                  | Giapponese                  |                             |
| --- | --------------------------- | --------------------------- | --------------------------- |
| 1   | 27 febbraio 2021            | ISBN 978-4-04-111118-5      |                             |
| 2   | 30 luglio 2021              | ISBN 978-4-04-111119-2      |                             |
| 3   | 1º dicembre 2021            | ISBN 978-4-04-111955-6      |                             |
| 4   | 1º aprile 2022              | ISBN 978-4-04-111956-3      |                             |
| 4.5 | 29 luglio 2022              | ISBN 978-4-04-112780-3      |                             |
| 5   | 1º dicembre 2022            | ISBN 978-4-04-112781-0      |                             |
| 6   | 1º aprile 2023              | ISBN 978-4-04-113544-0      |                             |
| 7   | 1º settembre 2023           | ISBN 978-4-04-113544-0      |                             |
| 8   | 1º febbraio 2024            | ISBN 978-4-04-114592-0      |                             |
| 9   | 30 agosto 2024              | ISBN 978-4-04-114831-0      |                             |
| BTS | 29 novembre 2024            | ISBN 978-4-04-115742-8      |                             |
| 10  | 1º luglio 2025              | ISBN 978-4-04-116155-5      |                             |

### Manga

Copertina del primo volume dell'edizione italiana, raffigurante Alya

L'adattamento manga ad opera di Saho Tenamachi ha iniziato la serializzazione sull'app Magazine Pocket di Kōdansha il 29 ottobre 2022. Il primo volume tankōbon è uscito il 9 marzo 2023.
In Italia la serie è stata annunciata durante il Lucca Comics & Games 2024 da Edizioni BD che la pubblica sotto l'etichetta J-Pop a partire dal 26 marzo 2025.

#### Volumi
| 1 | 9 marzo 2023 | ISBN 978-4-06-531091-5 | 26 marzo 2025  | ISBN 978-88-349-3305-3 |
| 1 | Capitoli - 1. La principessa di ghiaccio e il suo vicino pigro (孤高のお姫様と怠惰な隣人?, Kokō no ohimesama to taidana rinjin) - 2. Non trovi sia veramente seccante lasciarsi sfuggire un gacha gratuito? (無料ガチャって逃すと無性に悔しくない？?, Muryō gacha tte nogasu to mushōni kuyashikunai?) - 3. Guarda che non sono poi così sola, capito? 1 (別にぼっちじゃないぞ？ 1?, Betsuni botchi janai zo? 1) - 4. Guarda che non sono poi così sola, capito? 2 (別にぼっちじゃないぞ？ 2?, Betsuni botchi janai zo? 2) - 5. Guarda che non sono poi così sola, capito? 3 (別にぼっちじゃないぞ？ 3?, Betsuni botchi janai zo? 3) - 6. È lui, agente! 1 (お巡りさん、こいつです 1?, Omawarisan, koitsu desu 1) - 7. È lui, agente! 2 (お巡りさん、こいつです 2?, Omawarisan, koitsu desu 2) - 8. Roba tra sorelle? Non ho nulla in contrario! 1 (姉妹百合、嫌いじゃないです 1?, Shimai Yuri, kiraijanai desu 1) - 9. Roba tra sorelle? Non ho nulla in contrario! 2 (姉妹百合、嫌いじゃないです 2?, Shimai Yuri, kiraijanai desu 2) |                        |                |                        |
| 2 | 8 giugno 2023 | ISBN 978-4-06-531880-5 | 21 maggio 2025 | ISBN 978-88-349-3373-2 |
| 2 | Capitoli - 10. Roba tra sorelle? Non ho nulla in contrario! 3 (姉妹百合、嫌いじゃないです 3?, Shimai Yuri, kiraijanai desu 3) - 11. Roba tra sorelle? Non ho nulla in contrario! 4 (姉妹百合、嫌いじゃないです 4?, Shimai Yuri, kiraijanai desu 4) - 12. Roba tra sorelle? Non ho nulla in contrario! 5 (姉妹百合、嫌いじゃないです 5?, Shimai Yuri, kiraijanai desu 5) - 13. Roba tra sorelle? Non ho nulla in contrario! 6 (姉妹百合、嫌いじゃないです 6?, Shimai Yuri, kiraijanai desu 6) - 14. Roba tra sorelle? Non ho nulla in contrario! 7 (姉妹百合、嫌いじゃないです 7?, Shimai Yuri, kiraijanai desu 7) - 15. Roba tra sorelle? Non ho nulla in contrario! 8 (姉妹百合、嫌いじゃないです 8?, Shimai Yuri, kiraijanai desu 8) - 16. Smettetela! Non litigate per me! 1 (やめて！ 俺のために争わないで！ 1?, Yamete! Ore no tame ni arasowanaide! 1) - 17. Smettetela! Non litigate per me! 2 (やめて！ 俺のために争わないで！ 2?, Yamete! Ore no tame ni arasowanaide! 2)                                                     |                        |                |                        |
| 3 | 9 novembre 2023 | ISBN 978-4-06-533550-5 | 16 luglio 2025 | ISBN 978-88-349-3543-9 |
| 3 | Capitoli - 18. Smettetela! Non litigate per me! 3 (やめて！ 俺のために争わないで！ 3?, Yamete! Ore no tame ni arasowanaide! 3) - 19. Smettetela! Non litigate per me! 4 (やめて！ 俺のために争わないで！ 4?, Yamete! Ore no tame ni arasowanaide! 4) - 20. È la prima volta che vedo qualcuno con la morte dipinta sul volto 1 (死相って初めて見ました 1?, Shisō tte hajimete mimashita 1) - 21. È la prima volta che vedo qualcuno con la morte dipinta sul volto 2 (死相って初めて見ました 2?, Shisō tte hajimete mimashita 2) - 22. È la prima volta che vedo qualcuno con la morte dipinta sul volto 3 (死相って初めて見ました 3?, Shisō tte hajimete mimashita 3) - 23. È la prima volta che vedo qualcuno con la morte dipinta sul volto 4 (死相って初めて見ました 4?, Shisō tte hajimete mimashita 4) - 24. È stato... un incidente alquanto infelice 1 (悲しい、事件だったね…… 1?, Kanashī, jikendatta ne…… 1) - 25. È stato... un incidente alquanto infelice 2 (悲しい、事件だったね…… 2?, Kanashī, jikendatta ne…… 2)       |                        |                |                        |
| 4 | 9 aprile 2024 | ISBN 978-4-06-535169-7 | settembre 2025 | ISBN 978-88-349-3637-5 |
| 4 | Capitoli - 26. (ああ、分かった 1?, Ā, wakatta 1) - 27. (ああ、分かった 2?, Ā, wakatta 2) - 28. (ああ、分かった 3?, Ā, wakatta 3) - 29. (ああ、分かった 4?, Ā, wakatta 4) - 30. (この手を 1?, Kono-te o 1) - 31. (この手を 2?, Kono-te o 2) - 32. (違うから！?, Chigaukara!) - 33. (おわかり、いただけただろうか……?, O wakari, itadaketa darou ka……) |                        |                |                        |
| 5 | 7 agosto 2024 | ISBN 978-4-06-536510-6 | —              | —                      |
| 5 | Capitoli - 34. (ボールは敵。異論は認めん 1?, Bōru wa teki. Iron wa mitomen 1) - 35. (ボールは敵。異論は認めん 2?, Bōru wa teki. Iron wa mitomen 2) - 36. (おかわり、いただけるだろうか…… 1?, O kawari, itadakeru darou ka…… 1) - 37. (おかわり、いただけるだろうか…… 2?, O kawari, itadakeru darou ka…… 2) - 38. (おかわり、いただけるだろうか…… 3?, O kawari, itadakeru darou ka…… 3) - 39. (おかわり、いただけるだろうか…… 4?, O kawari, itadakeru darou ka…… 4) - 40. (クリームの味しかしなかったよ？ホントだよ？?, Kurīmu no aji shika shinakatta yo? Honto dayo?) - Speciale one-shot. (「その花言葉は――」?, "Sono hanakotoba wa ――") - (アニメ『ロシデレ』アフレコ体験記?, Anime "Roshidere" afureko taiken-ki) |                        |                |                        |
| 6 | 8 gennaio 2025 | ISBN 978-4-06-538068-0 | —              | —                      |
| 6 | Capitoli - 41. (クリームの味しかしなかったよ？ホントだよ？ 2?, Kurīmu no aji shika shinakatta yo? Honto dayo? 2) - 42. (クリームの味しかしなかったよ？ホントだよ？ 3?, Kurīmu no aji shika shinakatta yo? Honto dayo? 3) - 43. (大きいことはいいことだ 1?, Ōkī koto wa ī kotoda 1) - 44. (大きいことはいいことだ 2?, Ōkī koto wa ī kotoda 2) - 45. (大きいことはいいことだ 3?, Ōkī koto wa ī kotoda 3) - 46. (大きいことはいいことだ 4?, Ōkī koto wa ī kotoda 4) - 47. (オタクだったら一度は憧れるはずなのに 1?, Otakudattara ichido wa akogareru hazunanoni 1) - 48. (オタクだったら一度は憧れるはずなのに 2?, Otakudattara ichido wa akogareru hazunanoni 2) - 49. (オタクだったら一度は憧れるはずなのに 3?, Otakudattara ichido wa akogareru hazunanoni 3) |                        |                |                        |
| 7 | 9 giugno 2025 | ISBN 978-4-06-539753-4 | —              | —                      |
| 7 | Capitoli - 50. (オタクだったら一度は憧れるはずなのに 4?, Otakudattara ichido wa akogareru hazunanoni 4) - 51. (オタクだったら一度は憧れるはずなのに 5?, Otakudattara ichido wa akogareru hazunanoni 5) - 52. (約束だからな 1?, Yakusoku dakara na 1) - 53. (約束だからな 2?, Yakusoku dakara na 2) - 54. (約束だからな 3?, Yakusoku dakara na 3) - 55. (約束だからな 4?, Yakusoku dakara na 4) - 56. (約束だからな 5?, Yakusoku dakara na 5) - 57. (理想と現実と 1?, Risō to genjitsu to 1) - 58. (理想と現実と 2?, Risō to genjitsu to 2) |                        |                |                        |

#### Capitoli non ancora in formatotankōbon
Questa lista è suscettibile di variazioni e potrebbe essere incompleta o non aggiornata.

- 59.  (理想と現実と 3?, Risō to genjitsu to 3)
- 60.  (理想と現実と 4?, Risō to genjitsu to 4)
- 61.  (理想と現実と 5?, Risō to genjitsu to 5)
- 62.  (理想と現実と 6?, Risō to genjitsu to 6)
- 63.  (理想と現実と 7?, Risō to genjitsu to 7)
- 64.  (理想と現実と 8?, Risō to genjitsu to 8)

### Anime

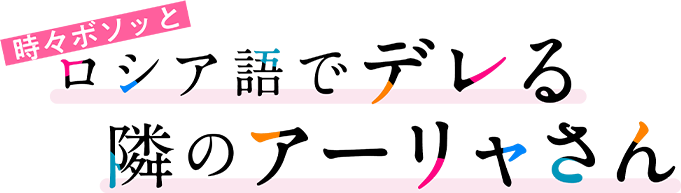
Logo della serie

A marzo 2023 Kōdansha ha annunciato che l'opera riceverà un adattamento anime. La serie è prodotta da Doga Kobo, sceneggiata e diretta da Ryota Itoh, presenta il character design di Yūhei Murota, che funge anche da capo direttore dell'animazione, e la colonna sonora composta da Hiroaki Tsutsumi. Ryō Kobayashi funge da produttore. La serie, originariamente prevista per aprile 2024, è stata in seguito posticipata al 3 luglio seguente e si è conclusa il 18 settembre successivo. La sigla d'apertura è Ichiban kagayaku hoshi (1番輝く星? lett. "La stella più luminosa") cantata da Sumire Uesaka, mentre quella di chiusura è differente per ogni episodio. I diritti internazionali della serie sono stati acquistati da Crunchyroll.
Al termine della prima stagione è stata annunciata la seconda. Hiroshi Haraguchi dirigerà la stagione, con Yuka Yamada come sceneggiatore e Yūhei Murota che torna come character designer. La trasmissione è prevista per il 2026.

#### Episodi
| Nº | Titolo italiano Giapponese 「Kanji」 - Rōmaji | In onda           | In onda |
| Nº | Titolo italiano Giapponese 「Kanji」 - Rōmaji | Giapponese        |         |
| 1  | Alya esprime i suoi sentimenti in russo 「ロシア語でデレるアーリャさん」 - Roshiago de dereru Ārya-san | 3 luglio 2024     |         |
| 1  | L'adolescente mezza russa Alisa (Alya) Kujou è molto popolare a scuola grazie alla sua bellezza e al suo atteggiamento distaccato. Quando si trova accanto al compagno di classe Masachika Kuze, non esita a criticare la sua personalità da scansafatiche. A volte, cerca di insultarlo in russo, ignara del fatto che Masachika ha imparato le basi della lingua per poter comunicare con una ragazza russa conosciuta durante l'infanzia. Masachika è consapevole che Alya sta flirtando con lui in russo, pensando che lui non possa capirla. Da quando Alya ha iniziato a frequentare la sua scuola, Masachika ha sviluppato una cotta segreta per lei, ma si sente indegno di lei e decide di mettere da parte i suoi sentimenti. Tuttavia, sembra che Alya si sia innamorata di lui e flirti costantemente in russo, lasciandolo spesso confuso e perplesso. Nonostante ciò, Masachika si costringe ad accettare la situazione a fingere di non comprenderla. Alya fa parte del consiglio studentesco insieme alla sorella maggiore Maria e alla rivale Yuki Suou. È gelosa di Yuki, che conosce Masachika fin dall'infanzia, e cerca continuamente di farlo eleggere nel consiglio. Una mattina, mentre è sola in classe, Alya deve cambiarsi una calza bagnata e sfida Masachika ad aiutarla a indossarne una asciutta. Accettando la sfida, lui la aiuta ma accidentalmente le infila la mano sotto la gonna; in risposta, lei gli dà un calcio in faccia, facendo nascere in Masachika un nuovo feticismo per le gambe. Alla fine lo perdona, ma scopre che lui ha visto le sue mutandine quando l'ha colpito, così gli dà un pugno e scappa via. Masachika la insegue fino a quando non le manca il fiato. Rendendosi conto che è imbarazzata perché lui ha visto le sue mutandine, Masachika si scusa per l'incidente e lei accetta le sue scuse, ammettendo che anche lei ha le sue colpe. Riprende quindi a flirtare con lui in russo, suscitando la sua irritazione. |                   |         |
| 2  | Cos'è un amico d'infanzia? 「幼馴染とは？」 - Osananajimi to wa? | 10 luglio 2024    |         |
| 2  | Yuki presenta Masachika al presidente del consiglio, Touya Kenzaki, come parte del suo piano per farlo entrare nel consiglio. Masachika scopre che Alya ha intenzione di diventare presidente del consiglio l'anno prossimo. A casa, si rivela che Yuki è in realtà la sorella minore di Masachika, ma con un cognome diverso. Non ha intenzione di rivelarlo ad Alya o a chiunque altro, poiché le piace prendere in giro le persone. Durante una giornata di shopping insieme, Yuki e Masachika notano che Alya li sta spiando. Yuki invita Alya a pranzare con loro nel ristorante di ramen più piccante della città, che piace a entrambi i fratelli. Nonostante il ramen la faccia sentire male, Alya accetta ostinatamente l'invito, mentre Yuki la provoca in modo suggestivo riguardo alla sua vicinanza a Masachika nella sua camera da letto. In russo, Alya esprime il desiderio che Masachika la sostenga come suo vicepresidente. Quando Yuki si allontana per una commissione, Alya porta Masachika in un negozio di vestiti. Qui prova vari abiti audaci per ricevere la sua approvazione. Si diverte così tanto con le lodi di lui che decide di osare ancora di più, ma si imbarazza quando Yuki torna inaspettatamente e la sorprende con indosso una minigonna. Il suo shock dura per tutto il viaggio in treno verso casa, fino a quando non si accorge che Masachika e Yuki sono scesi alla stessa fermata, suggerendo che vivano vicino l'uno all'altra. |                   |         |
| 3  | E alla fine si incontrarono 「そして二人は出会った」 - Soshite futari wa deatta | 17 luglio 2024    |         |
| 3  | Alya torna a casa e Maria la prende in giro per Masachika. Viene mostrata l'infanzia di Alya in Russia, dove il suo impegno scolastico creava conflitti con i compagni che si accontentavano di fare il minimo indispensabile. Trasferitasi in Giappone, incontra per la prima volta Masachika, ma inizialmente non apprezza la sua pigrizia, fino all'annuncio di un festival scolastico. Alya rimane sorpresa quando Masachika si impegna attivamente nella preparazione del festival, riuscendo persino a convincere altri studenti svogliati a dare una mano. Grazie al suo impegno, la scuola approva che gli studenti rimangano a scuola tutta la notte per preparare il festival, che prevede anche un falò e un ballo. Al termine dei preparativi, Alya confessa di odiare il soprannome di "principessa" con cui tutti la chiamano, poiché implica che sia nata privilegiata. Ringrazia Masachika per il suo duro lavoro e gli permette di chiamarla con il suo soprannome personale "Alya" invece del suo nome completo, Alisa. Maria è convinta che Alya e Masachika diventeranno presto amanti. Il giorno seguente, Maria organizza un giro di shopping con Masachika per il consiglio e non può fare a meno di pensare di averlo già incontrato da qualche parte. Durante lo shopping, Masachika ricorda inaspettatamente il divorzio dei suoi genitori e Maria lo abbraccia. Masachika avverte che l'abbraccio di Maria è in qualche modo familiare, ma l'intimità finisce bruscamente quando lei gli rovescia addosso del tè caldo. |                   |         |
| 4  | Sentimenti incontenibili 「溢れ出す想い」 - Afure dasu omoi | 24 luglio 2024    |         |
| 4  | Masachika dice a Touya di non sentirsi degno di entrare nel consiglio, poiché vi era entrato alle medie per motivi egoistici. Touya risponde che ciò non ha importanza, poiché anche lui è diventato presidente del consiglio solo per impressionare Chisaki. Masachika decide quindi di prendere in considerazione l'idea di unirsi al consiglio, ma solo per aiutare Alya a diventare presidente. Alya viene incaricata di mediare una disputa tra i club di calcio e baseball, ma la sua inesperienza porta a un fallimento, facendola dubitare delle sue capacità di leadership. Inizia a rimpiangere il modo in cui ha trattato gli altri a causa della sua ricerca della perfezione. Dopo averla sentita piangere in russo, Masachika interviene e inganna i dirigenti del club, convincendoli a risolvere la controversia da soli e Alya rimane colpita dal suo gesto. Nonostante sappia che Touya lo ha manipolato, Masachika accetta di entrare nel consiglio per sostenere Alya nella sua corsa alla presidenza. Innamorata sempre di più, Alya gli confessa i suoi sentimenti senza usare il russo. Tuttavia, qualcosa nella sua confessione gli ricorda una ragazza russa della sua infanzia, rovinando il momento: così lei lo schiaffeggia per aver pensato a un'altra. Subito dopo lo perdona e bacia la guancia che ha colpito, ma quando se ne va senza dire nulla in russo, Masachika rimane incerto sul vero significato della loro conversazione. Anche Alya non comprende perché abbia rivelato i suoi sentimenti. Maria afferma che Alya è innamorata di Masachika, ma lei nega con fermezza. Maria allora le consiglia di confessargli i suoi sentimenti prima che un'altra ragazza lo faccia, accennando a un possibile triangolo amoroso, ma Alya rimane all'oscuro delle sue intenzioni. |                   |         |
| 5  | La decisione di ognuno 「それぞれの決意」 - Sorezore no ketsui | 31 luglio 2024    |         |
| 5  | Masachika si trova a combattere con l'idea che Alya possa realmente provare sentimenti per lui. Tuttavia, giunge alla conclusione che la situazione sia frutto di un complotto per spingerlo a entrare nel consiglio, decidendo così di mettere da parte i suoi sentimenti per lei. Tornato a casa, si imbatte in Yuki nuda, ma invece di trovarsi in una situazione imbarazzante, Yuki spiega di aver orchestrato tutto come una strana scusa per costringerlo a unirsi al consiglio. Yuki è delusa dal fatto che Masachika intenda aiutare Alya a diventare presidente, e, credendo che il suo interesse derivi dalle forme di Alya, dichiara che ora sono rivali sia in amore che per la presidenza. In segreto, si mostra felice di vedere Masachika ritrovare la sua motivazione. Alya, nel frattempo, nota dei cambiamenti nel comportamento di Masachika e si chiede se ciò sia dovuto al suo sincero desiderio di sostenerla. Dopo una semi-confessione da parte di Masachika, lui inizia a notare momenti semi-sensuali in Alya, sviluppando così un'attrazione ancora più forte nei suoi confronti. La situazione si complica ulteriormente quando Alya comincia a mostrarsi apertamente preoccupata per lui; tuttavia, scopre che il suo strano comportamento è principalmente dovuto al fatto che quella mattina aveva saltato la colazione. Di conseguenza, Alya torna a trattarlo con freddezza, cosa che Masachika accoglie positivamente. Durante la prima riunione del consiglio, Maria osserva che Masachika e Alya sembrano essere più vicino rispetto al passato. Masachika viene nominato responsabile degli affari generali del consiglio e ammette apertamente che il suo obiettivo principale sarà quello di supportare Alya nella sua corsa alla presidenza. |                   |         |
| 6  | Il famoso bacio indiretto 「いわゆるひとつの間接キス」 - Iwayuru hitotsu no kansetsu Kisu | 7 agosto 2024     |         |
| 6  | Yuki e Alya vengono assegnate insieme ai lavori del consiglio, dove Yuki rivela ad Alya di essere innamorata di Masachika e la esorta ad abbracciare i suoi sentimenti. Alya, pur non riuscendo ad accettare i propri sentimenti, afferma che non permetterà a Yuki di portarle via Masachika, divertendo molto Yuki. Tornate al consiglio, Alya si siede molto più vicina a Masachika, mettendolo in imbarazzo. Maria scherza sul matrimonio, e Masachika nota che, sebbene Alya lo neghi in russo, ciò è dovuto alla sua convinzione di essere troppo giovane, il che lo ferisce leggermente. Inoltre, Masachika percepisce una tensione tra Alya e Yuki e crede che stiano litigano per lui. Mentre si trova in una caffetteria a lavorare sulla sua campagna per diventare presidente, Masachika rassicura Alya dicendole che Yuki ama prendere in giro le persone. La mette anche in guardia riguardo alle riunioni generali, dove i membri del consiglio devono affrontare questioni serie attraverso il dibattito. Sebbene Yuki sia già popolare, se Alya riuscirà a batterla in una riunione generale, le sue possibilità di vittoria aumenteranno. Alya fatica a concentrarsi e lo costringe a un bacio indiretto insistendo affinché assaggi il suo gelato con il suo cucchiaio. Questo momento provoca imbarazzo per entrambi davanti agli altri clienti del bar. Nonostante ciò, Masachika riesce a consigliare di cercare di ottenere la simpatia degli elettori, come ha fatto il presidente Touya durante la sua campagna, migliorando la propria immagine. Per risolvere il problema del cucchiaio, Masachika ordina cibo per sé utilizzando posate diverse. Tuttavia, Alya insiste nel provare il piatto nonostante contenga peperoncini e lui l'abbia avvertita in anticipo: alla fine della serata, passa il resto del tempo in preda al dolore. Il giorno seguente, Yuki presenta il suo potenziale vicepresidente, Ayano Kimishima, suscitando preoccupazione in Masachika e divertimento in Yuki. |                   |         |
| 7  | Tempesta in arrivo 「嵐、来たる」 - Arashi, kitaru | 14 agosto 2024    |         |
| 7  | Ayano lavora per la famiglia Suou e informa Masachika che il suo sostengo ad Alya nella competizione contro Yuki ha suscitato l'ira del nonno, che anni fa aveva esiliato Masachika e sua madre. Ignorando l'opinione del nonno, Masachika ribadisce il suo impegno a sostenere Alya. Più tardi, però, Masachika provoca accidentalmente Alya, che inizia a credere che lui preferisca la sua bellezza alla sua personalità. Yuki è felice di sapere che Masachika la ama ancora come una sorella. Ayano suggerisce che anche lei potrebbe essere attratta da Masachika, ma solo per motivi puramente sessuali, poiché disprezza la sua personalità da fannullone. Yuki, nel frattempo, è ansiosa di affrontare Masachika in una competizione, essendo segretamente il più grande prodigio della famiglia Suou. Durante una festa del consiglio, Masachika nota subito il nuovo interesse di Ayano nei suoi confronti. Maria è contenta che Alya abbia qualcuno di cui fidarsi, poiché il sostegno di sua sorella deve rimanere più discreto. Masachika rivela a Maria che la sua personalità da scansafatiche è solo una facciata per nascondere le sue reali capacità. Sayaka, un'altra candidata alla presidenza proveniente dal comitato per la morale pubblica, accusa Alya di aver cospirato per sottrarre Masachika a Yuki con metodi immorali come il ricatto. Quando Masachika nega l'accusa, Sayaka li sfida entrambi a un'assemblea generale per costringerli a ritirarsi dalla competizione. |                   |         |
| 8  | L'assemblea scolastica 「学生議会」 - Gakusei gikai | 21 agosto 2024    |         |
| 8  | L'argomento del dibattito è se gli insegnanti dovrebbero controllare i candidati al consiglio studentesco. Masachika ammette di essere probabilmente odiato da Sayaka per aver sostenuto Yuki contro di lei durante la presidenza alle medie. Durante il dibattito, scoprono che Nonoa, la compagna di squadra di Sayaka, ha delle informazioni utili. Sayaka inizia sostenendo che i presidente tendono a scegliere solo amici per il consiglio, e che i controlli degli insegnanti garantirebbero l'ingresso di studenti adatti. Alya controbatte, affermando che questo darebbe agli insegnanti un potere inappropriato sul consiglio, impressionando il pubblico. Per sostenere la sua migliore amica, Nonoa sfrutta alcuni amici tra il pubblico per andare contro Alya, definendola "estranea", il che la fa infuriare. Masachika interviene e sottolinea che gli studenti hanno votato per il presidente Touya, il quale, a causa dei suoi scarsi voti passati, non sarebbe mai passato attraverso una selezione degli insegnanti. Di fronte a questa argomentazione, Sayaka non riesce a rispondere e scappa in lacrime. Alya segue Sayaka e quest'ultima ammette di aver accettato di perdere contro Yuki alle medie perché Yuki e Masachika formavano una coppia perfetta; tuttavia, vedere Masachika con Alya rende insopportabile la sua sconfitta. Alya confessa di non sapere perché Masachika la sostenga, ma spera di meritarsi il suo supporto e che Sayaka possa vederla sotto una luce migliore. Yuki è delusa dal fatto che Masachika abbia lasciato che il dibattito si protraesse così a lungo, quando avrebbe potuto vincere facilmente. Nonostante ciò, è colpita dalle abilità di suo fratello. Masachika rivela ad Alya di aver fatto coppia con Yuki per senso di colpa, ma ora sostiene Alya perché desidera farlo e perché gli piace davvero trascorrere del tempo con lei. Alya è felice del suo sostegno e rivela in russo di aver scelto Masachika per la sua persona e per la sua gentilezza. Tuttavia, è ancora arrabbiata per un precedente commento di Masachika riguardo alla taglia del suo seno, cosa che lo mette in imbarazzo. |                   |         |
| 9  | L'ipnosi dopo la romcom 「ラブコメのち催眠術」 - Rabu Kome nochi saimin-jutsu | 28 agosto 2024    |         |
| 9  | Il nonno di Yuki avverte la nipote che deve diventare presidente, poiché non tollera che perda contro Masachika, specialmente dopo che lui ha lasciato la famiglia. Nel frattempo, Alya si sente in colpa per l'umiliazione subita da Sayaka e per le voci negative che circolano su di lei; così, Masachika decide di aiutarla a ripristinare la sua reputazione. Alya è toccata dal gesto, ma Masachika entra in panico quando percepisce un'atmosfera romantica e sottolinea la presenza di Touya e Chisaki, che si erano nascosti sotto a un tavolo poiché il loro momento romantico era stato interrotto. Masachika chiede a Nonoa di diffondere una voce che giustifichi la fuga di Sayaka dal palco, evitando di farla sembrare una fuga imbarazzante. Nonoa, senza preoccuparsi della propria reputazione, racconta che Sayaka se n'è andata perché era arrabbiata con lei per aver piazzato dei suoi amici tra il pubblico per distrarre Alya. Mentre studiano insieme, Alya è infastidita dalle interruzioni di Yuki, Ayano e Maria, ma non può fare nulla al riguardo. Maria trova un libro sull'ipnosi e Alya, scettica, insiste affinché Masachika provi a ipnotizzarla per dimostrare che non funziona. Inaspettatamente, sia Alya che Maria vengono ipnotizzate. Yuki sfrutta l'occasione e ordina loro di abbandonare le inibizioni. Le ragazze iniziano a spogliarsi e non possono essere fermate nemmeno con le istruzioni del libro. Poco dopo arriva Chisaki che le risveglia con successo. Quando entrambe si risvegliano in preda al panico per essersi trovate seminude, Chisaki cerca di punire Masachika per aver guardato le ragazze. |                   |         |
| 10 | Festa di compleanno in ritardo 「遅ればせながら、誕生会」 - Oshirebose nagara, tanjōbi-kai | 4 settembre 2024  |         |
| 10 | Dato che gli esami stanno per finire, Alya scommette con Masachika che se lui riuscirà ad arrivare tra i primi 30 farà qualsiasi cosa le chieda. Masachika menziona per caso che il suo compleanno è avvenuto tre mesi fa e Alya è dispiaciuta che non l'abbia invitata. Al termine degli esami, Masachika spiega che nella sua famiglia non si festeggiano i compleanni. Poiché lei sembra turbata da ciò, lui si offre impulsivamente di organizzare una festa solo per loro due. Durante la festa, discutono della cerimonia di chiusura in cui i candidati alla presidenza tengono un discorso e la reazione del pubblico è di solito un buon indicatore del probabile vincitore. Yuki è già incredibilmente popolare, quindi Masachika consiglia ad Alya di puntare abbastanza in alto da essere considerata un'avversaria valida. Masachika nota che non solo si complimenta con lui senza usare il russo, ma accetta anche un bacio indiretto tramite una forchetta senza alcuna reazione. Gli regala anche una tazza da tè e lascia intende di averne una uguale per sé. Touya annuncia che spera di convincere la scuola ad aggiornare le uniformi mentre Maria si vendica di Masachika per l'incidente dell'ipnosi. L'altro nonno di Masachika lo accompagna alla udienze con gli insegnanti e incontra Alya e sua madre, e si affeziona immediatamente ad Alya, lasciando Masachika umiliato. In seguito, Masachika rimane profondamente turbato dall'incontro con Yuki e la madre Yumi. Tuttavia il suo secondo nonno riesce ad allentare la tensione iniziano una conversazione con la madre. |                   |         |
| 11 | Scontro preliminare inaspettato 「予期せぬ前哨戦」 - Yoki senu zenshō-sen | 11 settembre 2024 |         |
| 11 | Masachika è tormentato dall'incubo di non riuscire a impressionare sua madre e, nel frattempo, lo stress accumulato gli causa un'influenza. È esasperato quando Yuki manda Alya a casa sua per prendersi cura di lui, ma si diverte comunque a far si che sia lei a occuparsi di lui. Si addormenta e si risveglia tardi, trovando Alya in competizione con Ayano per assisterlo durante la notte. Alla fine, Alya deve andarsene per un evento programmato il giorno successivo. Masachika si sveglia nel pomeriggio e scopre che Yuki ha dato ad Alya una medicina per l'influenza che provoca sonnolenza, mentre ha mandato Ayano per assicurarsi che la medicina funzioni su di lui. Realizzando che Yuki ha orchestrato un piano per tenerlo lontano da scuola più a lungo, si precipita all'istituto e scopre che, durante la sua assenza, Yuki ha fatto pressione su Alya affinché partecipasse a una trasmissione radiofonica. Prima della trasmissione, Yuki ha insinuato ad Alya che il suo geniale fratello maggiore è morto, sconvolgendo profondamente Alya. Durante il programma, Alya si esibisce male e rimane scossa. Masachika la consola, sottolineando che l'intento di Yuki era quello di influenzare negativamente Alya prima dei discorsi della cerimonia di chiusura. Mentre Masachika inizia a pianificare una strategia contro Yuki, Alya nota il suo sorriso malizioso e pensa che lo faccia sembrare attraente, senza però realizzare che è il fratello di Yuki. Nel frattempo, Sayaka e Nonoa li interrompono per scusarsi riguardo all'assemblea generale e annunciano che Sayaka rinuncerà al concorso per la presidenza. Masachika le chiede di non rendere pubblica la notizia, poiché ha appena pensato a un modo in cui Alya possa sconfiggere Yuki durante la cerimonia di chiusura con l'aiuto di Sayaka. |                   |         |
| 12 | Guarda avanti 「前を向いて」 - Mae o muite | 18 settembre 2024 |         |
| 12 | Masachika spiega ad Alya un trucco per coinvolgere il pubblico durante i discorsi. Quando Yuki si presenta sul palco, condivide il suo progetto di ripristinare la scatola dei suggerimenti degli studenti, facendo riferimento alla sua esperienza come presidente alle scuole medie. Masachika riconosce che, nonostante le sue promesse vuote, il discorso di Yuki è stato efficace. Ayano, nel suo intervento per diventare vicepresidente di Yuki, la elogia senza riserve. Alya inizia il suo discorso in russo, creando confusione tra il pubblico. Poi, per stemperare la situazione, afferma di averlo fatto per nervosismo, ottenendo così l'effetto desiderato da Masachika: catturare l'attenzione del pubblico mentre Alya lo impressiona con le sue parole. Ammette la sua mancanza di esperienza, ma promette di lavorare più duramente di chiunque altro per acquisirla. Nel suo intervento, Masachika si rende volutamente ridicolo per strappare qualche risata al pubblico, ma sottolinea anche di aver scelto Alya per il suo carisma e la sua serietà. Rivela che se Alya diventerà presidente, le sue ex avversarie Sayaka e Nonoa entreranno nel consiglio come sue subordinate, sorprendendo tutti, tra cui Yuki e Ayano. Sebbene frustrata, Yuki ammette la sconfitta e promette di battere Alya e Masachika l'anno successivo. Più tardi, Masachika fa notare di non essere riuscito a entrare tra i primi 30 negli esami e Alya non sa cosa chiedere come ricompensa, poiché non pensava che avrebbe perso. Ricordando qualcosa che aveva detto in russo in precedenza, Masachika suggerisce di iniziare a chiamarsi per nome. Alya accetta, ma entrambi si sentono a disagio mentre i loro sentimenti reciproci crescono. Mentre lasciano la scuola, Masachika propone di trascorrere l'estate insieme per prepararsi per le elezioni studentesche dell'anno successivo, un'idea che Alya accoglie con entusiasmo. |                   |         |

### Altro
A luglio 2021, una modella VTuber di Alya è apparsa per promuovere l'uscita del secondo volume della light novel.

## Accoglienza
Tokidoki bosotto roshiago de dereru tonari no Ārya-san si è classificato al nono posto nell'edizione 2022 della guida annuale Kono light novel ga sugoi!, nella categoria bunkobon e al quinto posto assoluto tra le altre nuove serie di quell'anno. Si è inoltre classificato al quinto posto nella categoria bunkobon dell'edizione 2023. Ai Next Light Novel Awards del 2021, la serie si è piazzata al primo posto nella categoria Librarian's Choice. Si è inoltre classificata al secondo posto nella categoria Web Publication e al nono posto nella categoria generale.
Ad aprile 2022, la serie aveva 500 000 copie vendute.